# Olympische Sommerspiele 2020/Karate – Kumite bis 75 kg (Männer)
Bei den Olympischen Sommerspielen 2020 in Tokio war Karate erstmals Teil des olympischen Programms. Der Wettkampf im Kumite in der Klasse bis 75 kg der Männer fand am 6. August 2021 im Nippon Budōkan statt.

## Gruppenphase

### Gruppe A
| Platz | Athlet            | Kämpfe | S | U | N | Punkte |
| ----- | ----------------- | ------ | - | - | - | ------ |
| 1.    | Gábor Hárspataki  | 4      | 2 | 1 | 1 | 5      |
| 2.    | Stanislaw Horuna  | 4      | 2 | 1 | 1 | 5      |
| 3.    | Ken Nishimura     | 4      | 2 | 0 | 2 | 4      |
| 4.    | Thomas Scott      | 4      | 2 | 0 | 2 | 4      |
| 5.    | Abdalla Abdelaziz | 4      | 1 | 0 | 3 | 2      |

| Kampf             | Kampf             | Ergebnis |
| ----------------- | ----------------- | -------- |
| Ken Nishimura     | Thomas Scott      | 2:0      |
| Abdalla Abdelaziz | Gábor Hárspataki  | 2:2      |
| Stanislaw Horuna  | Ken Nishimura     | 2:1      |
| Gábor Hárspataki  | Thomas Scott      | 3:8      |
| Abdalla Abdelaziz | Ken Nishimura     | 7:8      |
| Stanislaw Horuna  | Thomas Scott      | 2:1      |
| Gábor Hárspataki  | Stanislaw Horuna  | 0:0      |
| Abdalla Abdelaziz | Thomas Scott      | 6:7      |
| Ken Nishimura     | Gábor Hárspataki  | 1:3      |
| Stanislaw Horuna  | Abdalla Abdelaziz | 1:4      |

### Gruppe B
| Platz | Athlet              | Kämpfe | S | U | N | Punkte |
| ----- | ------------------- | ------ | - | - | - | ------ |
| 1.    | Luigi Busà          | 4      | 3 | 0 | 1 | 6      |
| 2.    | Rəfael Ağayev       | 4      | 3 | 0 | 1 | 6      |
| 3.    | Noah Bitsch         | 4      | 2 | 0 | 2 | 4      |
| 4.    | Nurqanat Äschiqanow | 4      | 2 | 0 | 2 | 4      |
| 5.    | Tsuneari Yahiro     | 4      | 0 | 0 | 4 | 0      |

| Kampf           | Kampf               | Ergebnis |
| --------------- | ------------------- | -------- |
| Tsuneari Yahiro | Nurqanat Äschiqanow | 3:6      |
| Rəfael Ağayev   | Noah Bitsch         | 2:1      |
| Luigi Busà      | Tsuneari Yahiro     | 5:0      |
| Noah Bitsch     | Nurqanat Äschiqanow | 3:3      |
| Rəfael Ağayev   | Tsuneari Yahiro     | 5:0      |
| Luigi Busà      | Nurqanat Äschiqanow | 0:2      |
| Noah Bitsch     | Luigi Busà          | 2:2      |
| Rəfael Ağayev   | Nurqanat Äschiqanow | 3:2      |
| Tsuneari Yahiro | Noah Bitsch         | 3:8      |
| Luigi Busà      | Rəfael Ağayev       | 3:1      |

## Halbfinale und Finale
|  | Halbfinale | Halbfinale       | Halbfinale |  |  | Finale | Finale        | Finale |
|  |            |                  |            |  |  |        |               |        |
|  |            |                  |            |  |  |        |               |        |
|  | A1         | Gábor Hárspataki | 0          |  |  |        |               |        |
|  | B2         | Rəfael Ağayev    | 7          |  |  |        |               |        |
|  |            |                  |            |  |  | B2     | Rəfael Ağayev | 0      |
|  |            |                  |            |  |  | A1     | Luigi Busà    | 1      |
|  | B1         | Luigi Busà       | 3          |  |  |        |               |        |
|  | A2         | Stanislaw Horuna | 0          |  |  |        |               |        |
|  |            |                  |            |  |  |        |               |        |